# Sẻ thông vàng châu Mỹ
Sẻ thông vàng châu Mỹ (danh pháp hai phần: Spinus tristis) là một loài chim nhỏ thuộc họ Sẻ thông sống ở Bắc Mỹ. Nó là chim di cư, phân bố từ trung Alberta đến Bắc Carolina trong mùa sinh sản.
Là loài duy nhất trong phân họ trải qua quá trình rụng lông hoàn toàn, sẻ thông châu Mỹ có dị hình giới tính về màu sắc; con trống có màu vàng sống động vào mùa hè và màu ô liu trong những tháng mùa đông, trong khi con mái có màu nâu vàng xỉn chỉ hơi sáng trong mùa hè. Con trống phô bày màu sắc rực rỡ của bộ lông trong mùa sinh sản để thu hút bạn tình. 

## Mô tả
Sẻ thông vàng châu Mỹ là một loài chim nhỏ, dài 11–14 cm (4,3–5,5 in), với sải cánh 19–22 cm (7,5–8,7 in). Khối lượng 11–20 g (0,39–0,71 oz). Mỏ chim nhỏ, hình nón, có màu hồng, nhưng chuyển thành màu cam sáng trong mùa rụng lông mùa xuân ở cả hai giới.